# 哈维尔·米莱的政治立场

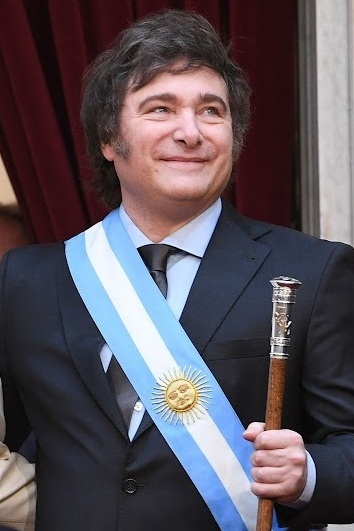
2023年的米莱

哈维尔·米莱的政治立场被不同媒体描述为右翼民粹主义、右翼自由意志主义、极右翼和极端保守主义。在经济上，媒体将他的立场描述为新自由主义和极端自由主义。而哈维尔·米莱自我认同为小政府主义者及自由主义-自由意志主义（英语：Liberaltarianism）者，或是古典自由主义者，同时在理论上也与无政府资本主义和旧自由意志主义保持一致。
米莱主张建立一个更加有限的政府，只关注正义和安全。米莱的哲学基础建立在互不侵犯原则和自我所有权的概念之上，强调根据自由市场原则尊重生命、自由和财产。一些评论家和政治学家认为这些观点从根本上来说是自由意志主义的，而另一些人则关注米莱在全球民粹主义或右翼政治背景下所占据的空间。
除了他的政治哲学之外，米莱还认为国家是经济繁荣的敌人，而凯恩斯主义经济学是邪恶的，是阿根廷经济困境的罪魁祸首。他强烈反对社会主义和共产主义，批评它们是制造痛苦和饥饿的暴力制度。米莱还对阿根廷中央银行和税收政策持批评态度，提出了旨在经济自由化和政府部委重组的激进改革。他提议彻底改变外交关系，同时亲美、亲以色列、亲乌克兰，并批评社会主义政府。

## 经济观点
米莱将自己描述为一个无政府资本主义者，小政府主义者，旧自由意志主义者和自由-自由意志主义者，接近于美国自由意志主义和古典自由主义。他是经济自由主义和财政保守主义的直言不讳的倡导者，支持奥地利经济学派，并对凯恩斯主义经济学持批评立场。米莱的经济哲学来源于众多的思想家和经济学家，范围从亚当·斯密等古典人物到穆瑞·羅斯巴德、弗里德里希·哈耶克、米尔顿·弗里德曼、加里·贝克尔和韦尔塔·德索托等现代理论家。米莱对阿根廷前总统卡洛斯·梅内姆及其经济部长多明戈·卡瓦略的经济政策表示特别钦佩，称他们的政府是“阿根廷历史上经济上最成功的”。他的观点也与阿根廷历史人物产生了共鸣，比如胡安·包蒂斯塔·阿尔韦迪，以及阿尔贝托·贝内加斯·林奇等当代经济学家。

### 经济体制
米莱提倡资本主义或自由企业，强烈反对国家强加的共产主义和社会主义。2019年2月，在社交媒体上疯传的TEDx演讲中，米莱讲述了他所说的关于资本主义的“爱情故事”，讲述了资本主义和自由市场如何让人们摆脱贫困。然后，他引用了他所描述的关于资本主义的神话，拒绝接受北欧模式是社会主义的观点，并表示北欧国家“比人们想象的更亲市场”。他认为让每个人在经济上平等是不可能的，也是不可取的，他断言将社会不平等列为一项问题是一场“谎言骗局”，并表示“社会正义是不公正的”。他得出的结论是，这是一场关于价值观的辩论，社会主义体现了嫉妒、怨恨和胁迫，而资本主义或自由主义代表对他人生活计划的不受限制的尊重。
在2020年11月的一次采访中，米莱说：“我讨厌共产主义者，糟糕的左翼分子，因为他们讨厌生活。”他称左翼是经济、社会和文化的失败，谋杀了1.5亿人，断言社会主义模式是“贫穷的模式，这个世界是完全疯狂的”。米莱进一步指出，只有两种制度，自由主义或共产主义，因为他认为任何中间解决方案都是不稳定的，往往倾向于走向共产主义。2021年，他签署了一份由呼声党主办的文件，谴责西班牙语世界的“共产主义进步”，并得到了爱德华多·博索纳罗和何塞·安东尼奥·卡斯特的支持。2021年10月，他重申了自己的反左翼观点，他说：“我将与所有认为左翼是敌人的人结盟。”

### 政府规模和公共支出
米莱提议对阿根廷政府进行彻底改组，主张将政府部门的数量从24个减少到8个。值得注意的是，他呼吁取消或合并主要部门，例如教育部、社会发展部、 妇女、性别和多样性部和卫生部。一段视频在网上疯传，视频中米莱从墙板上取下印有部门名称的卡片，并将其抛向空中。在视频中，他宣称：“政府不是解决方案，而是问题所在”。
除了机构重组，米莱还承诺通过迅速大幅削减政府开支来应对阿根廷的经济挑战，以及通过激进的经济“休克疗法”来解决通货膨胀等问题。根据他的顾问达里奥·埃普斯坦介绍，米莱的目标是在三个月内实现预算平衡。埃普斯坦进一步阐述道：“我们必须做的第一件事是将财政赤字降低5个百分点，这绝非易事。阿根廷的情况非常危急，贫困率高达40%至45%；我们不应该解雇公共部门的人员或降低社会支出。这一点非常重要。”此外，米莱还直言不讳地批评前几届政府，包括克里斯蒂娜·费尔南德斯·德基什内尔、毛里西奥·马克里和阿尔韦托·费尔南德斯的政府。他指出，政府开支过多和缺乏财政调整是主要问题。

### 阿根廷中央银行与货币政策
米莱批评了阿根廷中央银行，称其为“人类历史上最伟大的盗贼之一”。他说：“中央银行分为四类：糟糕的，比如美联储，非常糟糕的，就像拉丁美洲的，糟糕透顶的，以及阿根廷中央银行。” 他主张最终解散中央银行，允许公民自由选择自己的货币体系。他也是美元化经济的支持者，以此来应对该国持续存在的通货膨胀问题。米莱在评论20世纪90年代可兑换计划时表示：“可兑换于1991年（4月1日）启动。到1993年1月，我们是世界上通货膨胀率最低的国家。我建议货币自由竞争，全面改革金融体系。因此，最有可能的事情是阿根廷人选择美元。」

### 税收
米莱对国家在经济事务中的作用提出了批评意见，称其为“财富的最大敌人”。他断言，一个由税收资助的扩大的国家可能会导致实际工资的下降。米莱认为，当债务融资时，这基本上构成了递延税款。此外，他认为，如果国家积累外债，这可能会对均衡汇率产生负面影响，从而提高基本商品的成本，加剧贫困。
米莱将阿根廷描述为税收地狱，并强调国家作为经济自由障碍的作用，称“国家是问题，而不是解决方案”。在这个框架内，他与寻求尽量减少国家干预的自由主义传统保持一致，援引“生命、自由和财产”等概念作为基本权利。米莱坚持认为，目前的税收政策是这些权利的障碍，并将自由主义视为缓解他所认为的国家强加的限制的一种手段。

### 私有化
米莱支持私有化国有企业，包括页岩钻探公司YPF和道路，并承诺取消大豆税，放弃电动车电池投标，作为其去管制化计划的一部分。他还明确表示，他打算关闭、私有化或重新定义国家科学技术研究委员会，这引起了部分阿根廷研究人员的批评。

### 社会保障
米莱将庇隆提出的阿根廷宪法第14条的增编描述为该国的癌症，该条保障劳工权利、养老金和整个社会保障体系；作为总统，他承诺废除该法案。

## 社会观点
在社会问题上，米莱被贴上了社会保守的标签。

### 堕胎和安乐死
米莱反对堕胎和安乐死，将他的观点建立在财产主义的基础上，因为他认为这违反了互不侵犯原则。他认为堕胎是对财产权的侵犯，并将其等同于盗窃。米莱认为即使是在强奸的情况下，堕胎在道德上也是站不住脚的，只有当母亲的生命受到威胁时才支持堕胎。他计划就阿根廷2020年通过的堕胎合法化法举行公投，并表示支持废除该法案。他表示，他反对堕胎是基于他所说的“不受限制的生命权”。在谈到人类人格的开端时，他说生命始于受孕。

### LGBT权利与婚姻
米莱对同性婚姻漠不关心；他将婚姻视为一种契约，并反对将其视为一种制度。他还表示，同性恋是“个人选择”，不是一种疾病，他表示将尊重任何类型的自愿性行为，甚至包括“与大象发生性关系”。在跨性别权利的话题上，米莱表示，他“不在乎”性别认同，“只要你不让我為你買單”，并将其比作“变狼妄想症”。在谈到对性别肯定治疗和公共教育的公共资助时，他说：“我對跨性別治療没有看法，但国家不要把它强加给我。不要从人们那里偷钱，把别人的想法强加给他们。这是暴力行为。”

### 教育
米莱支持学校选择，并希望实施教育券制度，通过“将预算交给家长”来私有化和分散化教育。他打算废除强制要求学校进行全面性教育的法律，他将其与洗脑联系起来，并称学生是“国家灌输体系的人质”。

### 医疗保健
米莱希望将公共医疗机构私有化。在阿根廷COVID-19大流行期间，他反对强制接种疫苗。

### 器官交易
米莱表示支持器官交易合法化，认为这样可以减少器官移植的等待名单。他建议可以实施市场机制来鼓励器官捐献。米莱将这一问题界定为个人自主权问题，他说：“如果女性可以控制自己的身体，为什么其他人就不能控制呢？”

### 毒品和性工作
在阿根廷，毒品被去罪化。米莱作为国家代表在国会投票反对大麻法。尽管他的联盟的政府计划提议继续打击毒品贩运，他评论说，他最大的担忧之一是许多阿根廷人陷入毒品，但米莱支持在自由社会背景下的药物自由化。他将吸毒比作自杀，并警告说：“如果你想自杀，我没有任何问题。吸毒正如同逐渐自杀。如果你想嗨起来，那想做什么就做什么吧，但不要让我支付账单。”米莱还说，他只抽过一次大麻，并回忆道：“我记得我笑的很开心。”关于阿根廷的性工作，这是合法的（妓院和拉皮条除外），并且在联盟的计划中没有讨论，米莱认为性付费没有错，认为这是一种“自由交易”。

### 枪支法
作为法律与秩序政治的支持者，米莱支持不受限制地拥有枪支，表示阿根廷需要这些力量“再次拥有权威”。阿根廷的枪支法具有限制性。根据其政党的选举纲领，米莱建议“放松对武器合法市场的管制”，并“保护公民合法和负责任地使用武器”。

### 移民和外国人
阿根廷是少数几个将鼓勵移民寫入宪法的国家之一；在20世纪之交，阿根廷和美国接受的移民比其他任何国家都多。米莱的2023年总统竞选纲领包括对移民的限制。米莱表示，他将禁止有犯罪记录的移民入境，并表示他希望驱逐那些犯罪的人。米莱的平台还建议限制外国公民的免费教育和全民医保。

## 阿根廷政治

### 自由主义和庇隆主义
米莱认为，“唯一一次纯粹的自由主义实践是在1860年，当时我们是一个繁荣的国家。”他批评了伊波利托·伊里戈延、胡安·庇隆、劳尔·阿方辛、克里斯蒂娜·费尔南德斯·德基什内尔和阿尔韦托·费尔南德斯的政府。米莱将20世纪30年代的阿根廷描述为一个法西斯政权，促进了庇隆主义和庇隆的“三条腿法西斯主义”，而不是回归自由主义政策。

### 阿根廷政治家
在2021年初选前的一场辩论中，大众阵线候选人莱安德罗·桑托罗问米莱，他是否曾为公共部门工作过，因为他主张废除国家。米莱曾批评桑托罗是“国家寄生虫”，并表示：“我知道你今年45岁，你从14岁起就参与政治。你一生中在私营部门工作过吗？”桑托罗声称米莱是“1994年国民议会的雇员，并为前“种族灭绝”将军安东尼奥·多明戈·布西报告”，后者当时是国会代表。作为回应，米莱承认曾通过他的推特账户为布西工作。
米莱将合力改变领导人和前总统毛里西奥·马克里排除在他谴责的政治种姓之外，因为他认为这是他们的集体主义政策。相反，他批评了合力改变成员玛丽亚·尤金妮娅·维达尔，后者曾表示“我们有着相同的价值观”，但作为布宜诺斯艾利斯省省长，她没有兑现降低税收的竞选承诺。米莱曾称2023年合力改变的领导人帕特丽夏·布利里奇为“阿根廷失败的一部分”。
在2022年9月对阿根廷众议院的演讲中，米莱批评马克里提出不向阿根廷航空投入一分钱的提议，表示想知道为什么他在担任总统期间没有这样做，并质疑政府2023年的预算。他还将克里斯蒂娜·费尔南德斯·德基什内尔遇刺事件称为“不是一次重大谋杀（暗杀一位主要政治人物）”，声称这个词意味着他所认为的政治种姓凌驾于人民之上。

### 军事政变与“肮脏战争”
米莱质疑激进公民联盟、正义党和阿根廷军事政变的政府和所实施的政策。尽管他公开表示，他不是阿根廷上一次军事独裁、国家重组进程或所谓的“肮脏战争”的捍卫者，但他对据称在冲突期间有3万人失踪这一估计数字提出了质疑。2022年9月，他再次质疑死亡人数，并问道：“他们在哪里？给我看看名单。”他将豪尔赫·拉斐尔·魏地拉的军事独裁描述为“阿根廷历史上最黑暗的时期之一”的领导人，但“这也是一件相当复杂的事情”。他的观点是，20世纪70年代的游击队恐怖分子应该像阿根廷军事独裁政权一样受到谴责，这段时期应被视为国家与恐怖主义之间的战争。

## 国际政治

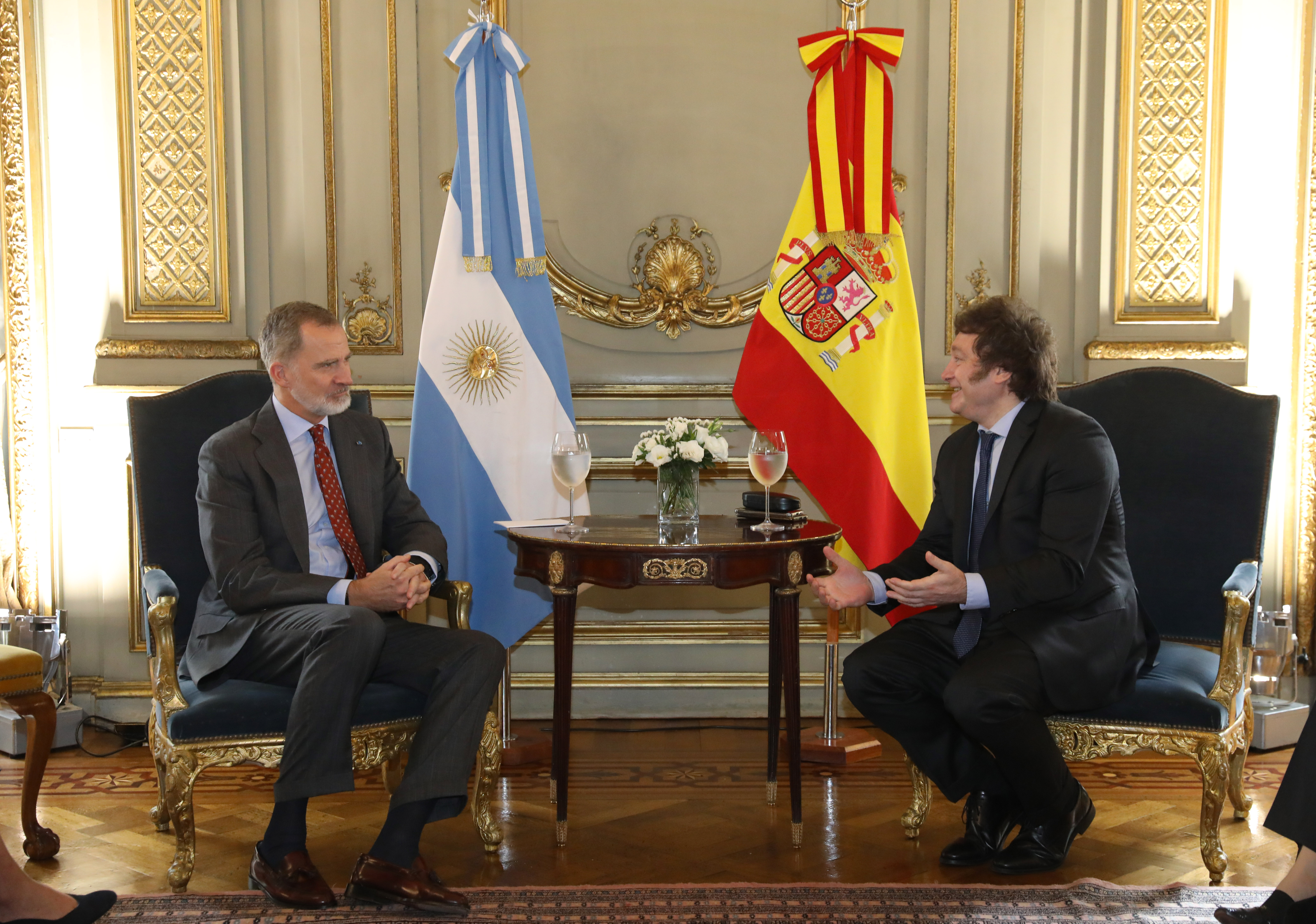
米莱与西班牙国王费利佩六世会面，摄于2023年12月9日

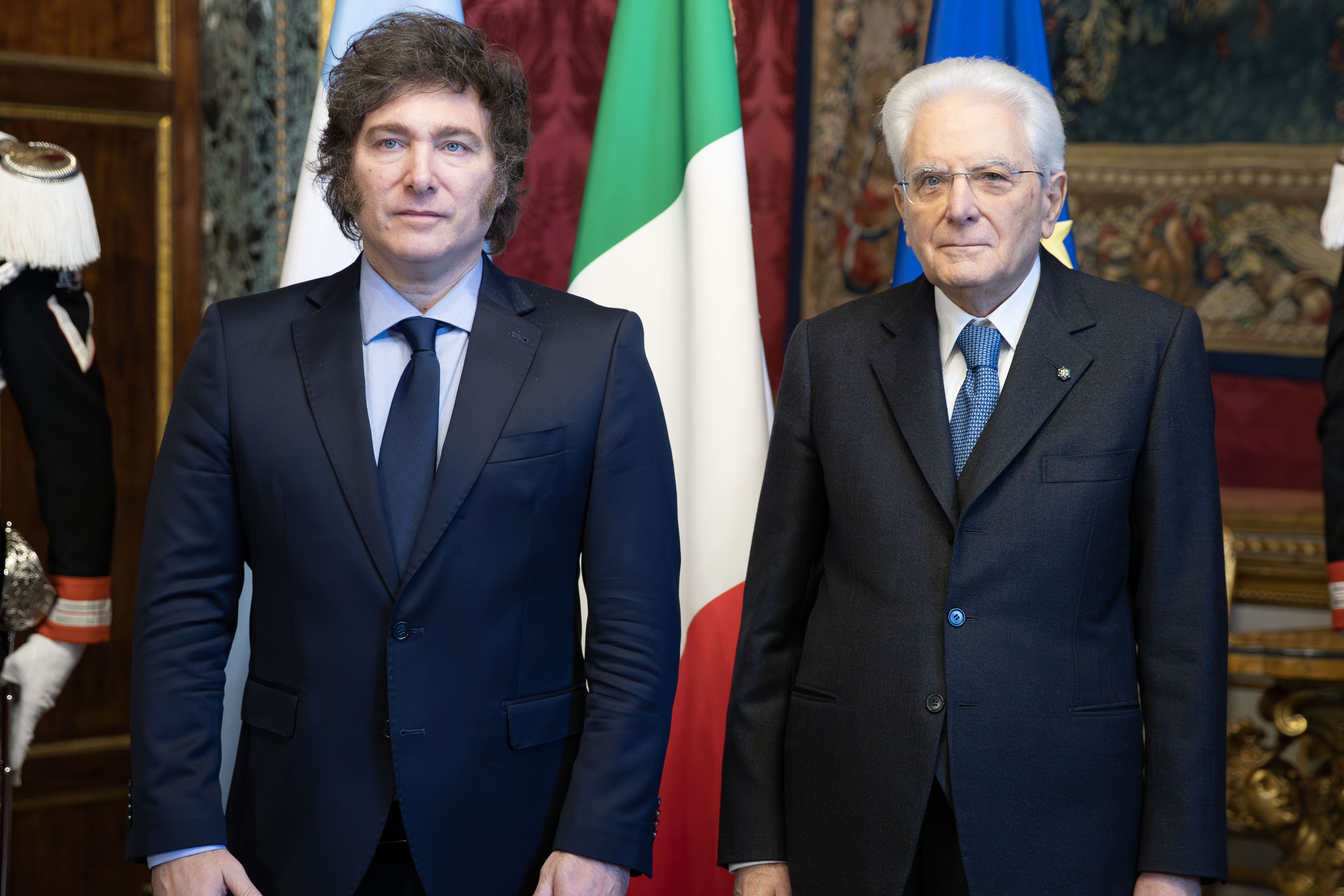
米莱与意大利总统塞尔焦·马塔雷拉会面，摄于2024年2月12日

正如米莱的许多社会和经济观点一样，他的一些外交政策建议被描述为“激进的”，部分媒体描述其外交政策接近新保守主义。

### 国际货币基金组织
阿根廷未能实现其与国际货币基金组织（IMF）达成的440亿美元协议中削减财政赤字和增加外汇储备的目标，IMF批准了75亿美元的贷款发放。米莱在2023年7月接受《金融时报》采访时表示，如果他当选阿根廷总统，他将“超过国际货币基金组织协议中的所有目标”，并称所需的支出削减与他所说的国家需求相比微不足道。关于向阿根廷提供22次救助的国际货币基金组织，米莱说，它“不关心”他所说的该国根深蒂固的挑战。他说：“国际货币基金组织只是一群知道银行的业务是收取利息的官僚。如果我当选，那将是为了解决阿根廷的问题。”

### 金砖国家
2023年8月，米莱否认了阿根廷可能参与金砖国家。他希望阿根廷退出包括巴西在内的南方共同市场贸易集团。阿根廷在该组织中的地位因南方共同市场水道外交危机而变得紧张。

### 国际政治人物
米莱认为巴西前总统雅伊尔·博索纳罗和美国前总统唐纳德·特朗普是他的反共主义和反社会主义道路上的盟友，他因宣传反左翼和反社会正义的纲领而被比作博索纳罗。当被问及特朗普和博索纳罗时，他说：“我反对社会主义或共产主义的一切。每个反对社会主义或共产主义的人都站在我这边。这是我的指导原则，在此基礎上我们可以有不同觀點。在这个群体中，我们有自由主义者、自由意志主义者、中间派、保守主义者和中右翼，但前提是没有人去支持社会民主主义和左翼。我与特朗普和博索纳罗的结盟几乎是自發的。”
米莱支持纳伊布·布克尔在萨尔瓦多采取的严厉政策。但他對此有所保留，執政時沒有完全效仿他，他表示：“原则上，我们说我们必须学习它，而纳乌埃尔（索特洛，他的副手）所做的就是去（萨尔瓦多）学习它。我们正在学习它，因为它非常成功。”
米莱赞扬了英国前首相玛格丽特·撒切尔以及撒切尔主义，这一立场因其与贝尔格拉诺将军号沉船事件有关而在阿根廷马岛战争老兵间引起了争议。米莱还认为，阿根廷的政治左翼对撒切尔在反对东欧社会主义方面发挥的作用有更多的意见，2023年，他将马岛战争和撒切尔比作法国足球运动员基利安·姆巴佩，后者曾参加了2022年足球世界杯期间与阿根廷队的比赛。在一场电视辩论中，当他的2023年总统选举对手塞尔吉奥·马萨质疑他对撒切尔夫人的看法时，米莱回应称撒切尔夫人和美国总统罗纳德·里根是“人类历史上伟大的领导人”之一，因为他们在柏林墙倒塌和反对欧洲共产主义中发挥了作用。
对于2024年委内瑞拉选举中尼古拉斯·马杜罗的连任，米莱在社交媒体上强硬表态马杜罗是一个独裁者，并支持选举结果遭到篡改的结论。阿根廷不会再承认欺诈行为。

### 马德里宪章

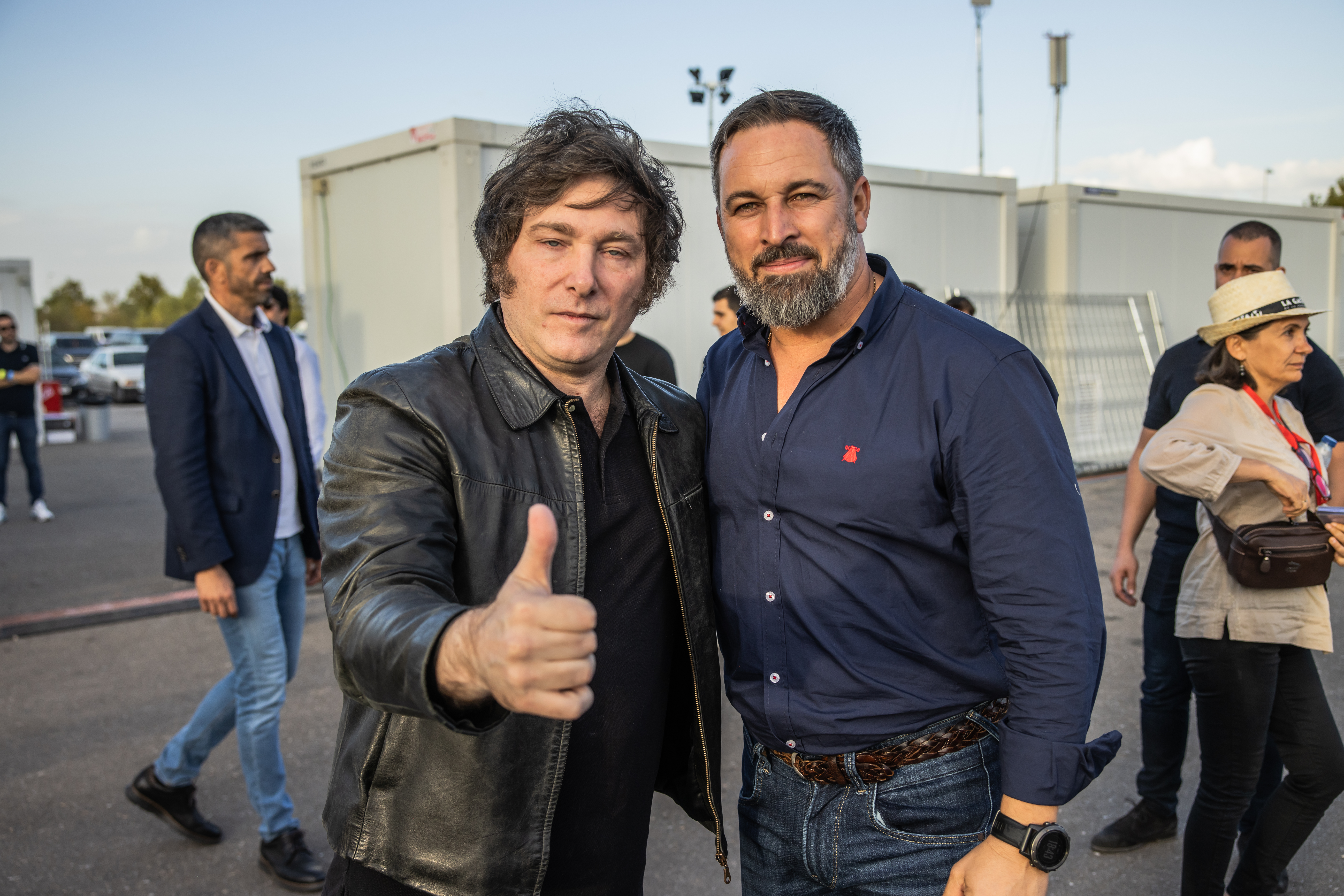
米莱与西班牙呼声党领导人圣地亚哥·阿瓦斯卡尔的合照，摄于2022年

米莱赞同呼声党（Vox）起草的“马德里宪章”，该文件将圣保罗论坛和普埃布拉集团等左翼团体定性为伊比利亚美洲的敌人，并指责他们参与“古巴政权保护伞下的犯罪项目”，“试图破坏自由民主和法治”。米莱与该地区其他右翼政治家一起签署了这份文件，包括巴西的爱德华多·博索纳罗、秘鲁的拉斐尔·洛佩斯·阿利亚加和智利的何塞·安东尼奥·卡斯特 。

### 美国和以色列

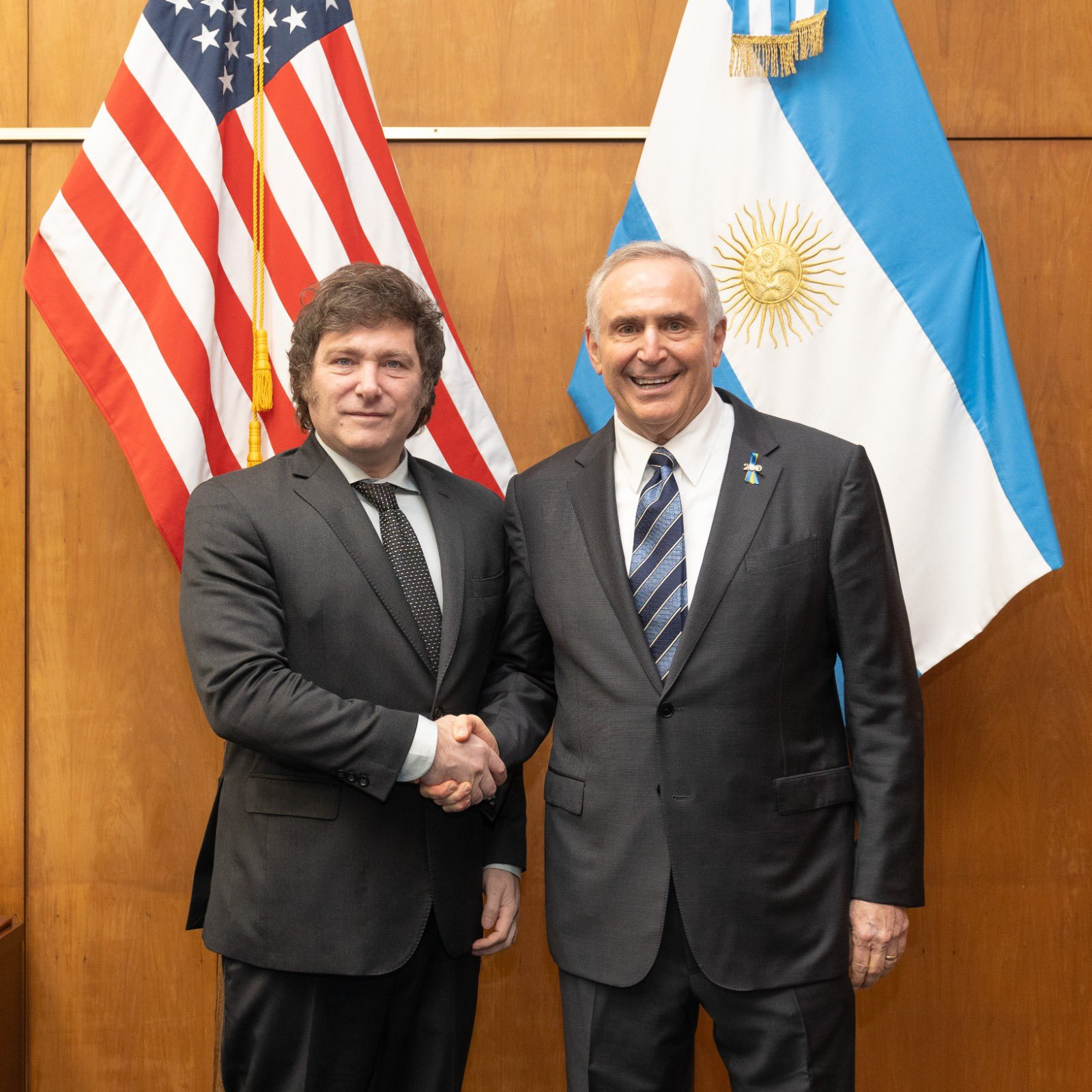
米莱与美国驻阿根廷大使马克·斯坦利的合照，摄于2023年

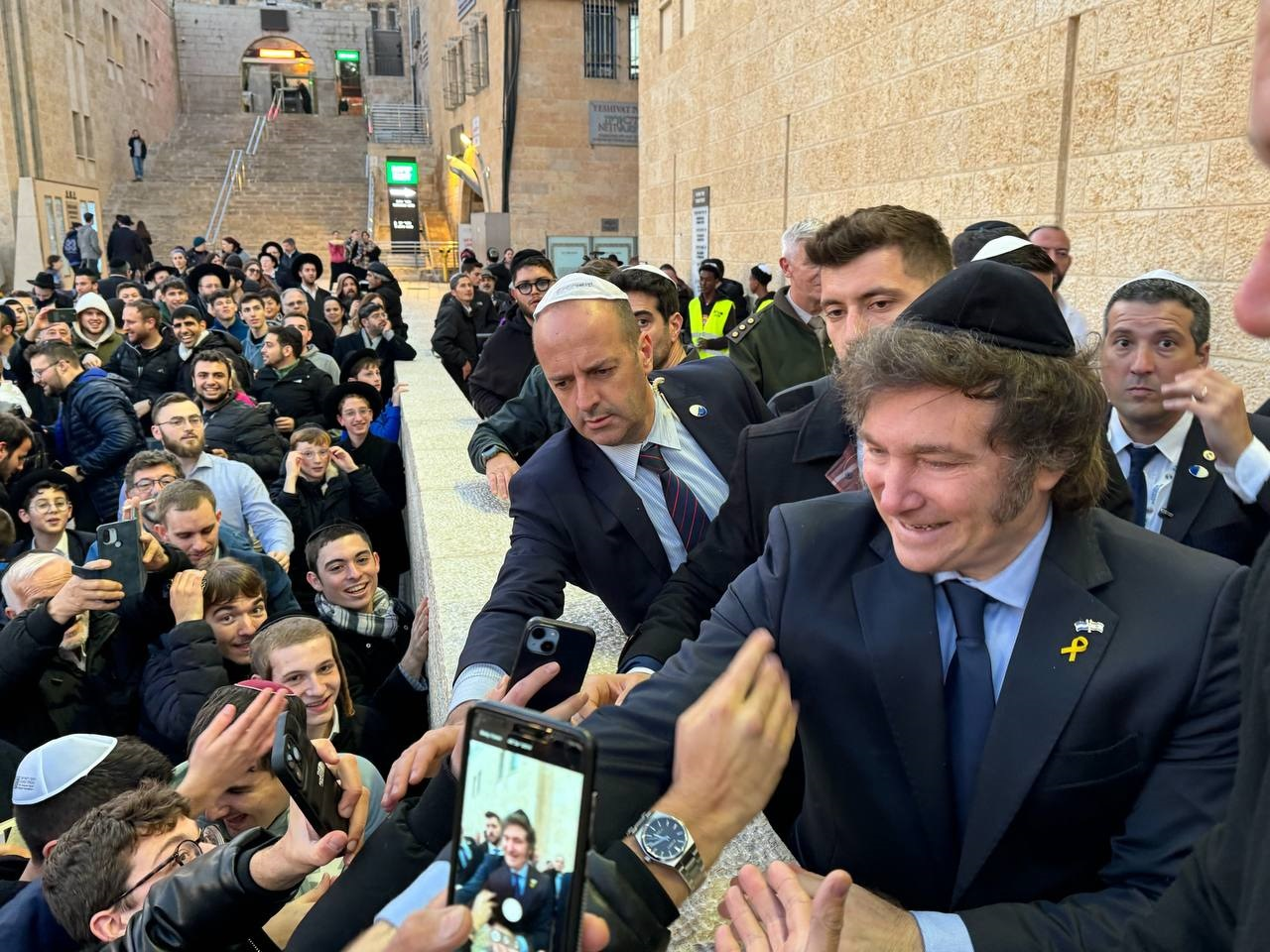
米莱在以色列首都耶路撒冷，摄于2024年2月6日

米莱持有亲以色列和亲美国的立场，并表示如果当选总统，它们将是阿根廷的主要盟友。他还表示打算将阿根廷驻以色列大使馆从特拉维夫迁往耶路撒冷。在2023年的总统竞选期间，米莱经常挥舞着以色列国旗。2023年11月赢得选举后不久，米莱表示，他将在就职前访问美国和以色列，并将这次访问描述为具有“精神内涵”；此前他最后一次访问美国是在2023年8月，“祈祷并了解犹太教”。
2024年4月，米莱承诺阿根廷“将永远站在以色列一边”。他还指责伊朗“寻求破坏西方文明”。
米莱在推特上庆祝了以色列在加沙的2024年努塞拉特救援行动，并发帖称“自由万岁，该死的！”

### 中华人民共和国和俄罗斯
2023年8月，米莱表示将冻结与中华人民共和国的关系。他还说：“人们在中国不是自由的，他们不能做他们想做的事，当他们做自己想做的事情的时候，他们会被杀。你会和殺手做生意吗？”分析人士表示，中华人民共和国—阿根廷关系的破裂有可能会损害阿根廷经济。然而，米莱上任后软化了他对中华人民共和国的立场，表示他不会触及阿根廷和中华人民共和国之间的现有贸易协议。2024年6月，阿根廷与中华人民共和国续签货币互换协议。
自乌克兰开始被俄罗斯入侵以来，米莱一直表态支持乌克兰。2022年3月，他在议会佩戴乌克兰国旗徽章，并表示：“我们这些捍卫自由思想的人不能容忍或接受俄罗斯对乌克兰的入侵”。他批评费尔南德斯政府对战争的立场“软弱”，并指责其“与世界上最糟糕的独裁政权串通一气”。然而，一向会因为阿根廷联合国投票而不满的米莱却默许阿根廷对“推进实现乌克兰全面、公正和持久和平”的决议草案投弃权票。2025年3月4日，他几乎删除了X上所有与泽连斯基的合照。

### 拉丁美洲国家
米莱一直强烈批评古巴、尼加拉瓜和委内瑞拉政府。他表示，古巴是“因共产主义者而变成了监狱和地狱”，并将古巴共产党前领导人菲德尔·卡斯特罗和其他卡斯特罗家族成员称为“杀人犯”。米莱还将古巴国家主席米格尔·迪亚斯-卡内尔称为“独裁者、毒贩和恐怖分子”，并在2021年古巴抗议期间进一步表示：“如果政权垮台，我将前往该岛，见证一个民族如何从共产主义压迫中解放出来”。2024年10月30日，外交部长黛安娜·蒙迪諾因在聯合國的表決中投票支持美國解除對古巴禁運，米莱解除了她的职务。针对委内瑞拉总统尼古拉斯·马杜罗称米莱为“极右翼新纳粹”，米莱回应称委内瑞拉为“独裁政权”，2024年委內瑞拉總統選舉後，米雷伊政府更要求對選舉結果進行全面審查，此举导致馬杜洛大为不满，随即勒令阿根廷大使馆关闭，更撤除了巴西大使馆在委内瑞拉代表阿根廷利益的授權。米雷伊也對左翼的哥伦比亚總統古斯塔沃·裴卓颇多批评，并宣称后者是一个“杀人犯、恐怖分子”，此举也导致哥伦比亚召见阿根廷大使抗议，并驱逐了数名阿国外交官。
2023年11月下旬，米莱宣布，除伊朗外，古巴、尼加拉瓜和委内瑞拉都没有被邀请参加他的就职典礼。作为对米莱关于该国声明的回应，尼加拉瓜于2023年12月4日關閉該國驻阿根廷大使馆。米莱此前曾将尼加拉瓜称为“独裁国家”，他没有邀请尼加拉瓜总统丹尼尔·奥尔特加参加他的就职典礼。
当选总统后，米莱在阿根廷与其他国家左翼政府，特别是与巴西政府的关系上立场有所缓和。为了使自己形象变得温和，改善两国关系，米莱邀请了现任巴西总统路易斯·伊纳西奥·卢拉·达席尔瓦参加他的就职典礼。在竞选期间，他曾侮辱达席尔瓦是一个“愤怒的共产主义者”，并暗示他将避免与阿根廷的最大贸易伙伴巴西做生意。2023年12月，米莱致信卢拉，表示希望继续与巴西分享“互补领域”，使两国都能实现“增长和繁荣”，并列举了两国的贸易和全球足迹。

### 海外大使职位
2023年8月，米莱表示，如果他赢得2023年大选，他将考虑任命前总统毛里西奥·马克里为阿根廷驻海外大使。

### 福克兰群岛争端
作为外交事务中的不干预主义支持者，米莱批评了福克兰战争。对此他表示，由他领导的政府将倡导对话；同时，他承认这项任务“很复杂”。他补充道：“如果你希望（这些岛屿）有一天再次成为阿根廷的一部分，这将涉及一场非常、非常漫长的谈判，阿根廷必须能够提出一些有吸引力的建议……你必须坐下来与英国交谈，并与岛上的居民讨论这一情况。”他对福克兰战争期间英国时任首相玛格丽特·撒切尔的赞扬在国内引起了一部分争议和批评，特别是在福克兰战争退伍军人中。
米莱在总统竞选期间表示，阿根廷对福克兰群岛拥有主权，并称福克兰群岛是“不可谈判的”，他补充说，他不会使用武力夺取这些岛屿，并表示：“我们输掉了一场战争，现在我们必须尽一切努力通过外交渠道收复这些岛屿。”他还表示，任何关于这些岛屿的谈判都应该包括居住在那里的人，因为用他自己的话来说，“他们就像生活在一个发达国家，而不是像我们（阿根廷）那样生活在一个悲惨的国家。”他的其中一项建议是参照英国和中国在香港主权移交之前商定的类似于一国两制的模式。

## 扩展阅读
- Ravecca, Paulo; Schenck, Marcela; Forteza, Diego; Fonseca, Bruno.  [Right-wing Intersectionality and Gender Ideology in Latin America]. Analecta política. 2022, 12 (22): 1–29  [2023-12-09]. doi:10.18566/apolit.v12n22.a07 . （原始内容存档于2023-06-04） （西班牙语）.
- Robles, Gustavo. . International Research Group on Authoritarianism and Counter-Strategies. 2023-08-10  [2023-12-09]. （原始内容存档于2023-12-09）.